# El detectiu Conan: La partitura de la por
El detectiu Conan: La partitura de la por (名探偵コナン 戦慄の楽譜 Meitantei Konan: Senritsu no Furu Sukoa) és una pel·lícula d'anime japonesa estrenada el 19 d'abril del 2008. És la dotzena pel·lícula basada en la sèrie Detectiu Conan. A Catalunya, es va estrenar doblada al català el 7 de gener del 2018.

## Argument
S'han registrat diversos assassinats que apunten a una escola de música dirigida per un pianista famós, d'on són totes les víctimes. En Conan i companyia assisteixen com a convidats al concert d'inauguració de l'auditori Domoto, finançat pel pianista del mateix nom. L'atracció principal de la funció és el famós violí Stradivarius i la veu de la soprano Reiko Akiba. En Conan intentarà protegir-la i haurà d'esbrinar qui ha comès els crims per poder aturar les explosions que amenacen de destruir el nou auditori.

## Doblatge
- Estudi de doblatge: Takemaker
- Direcció: Carles Nogueras
- Traducció: Quim Roca (traducció), Dolors Casals (lingüista)
- Repartiment:[3]

| Personatge                    | Veu catalana      | Veu japonesa       |
| ----------------------------- | ----------------- | ------------------ |
| Shinichi Kudo                 | Òscar Muñoz       | Kappei Yamaguchi   |
| Conan Edogawa                 | Joël Mulachs      | Minami Takayama    |
| Ran Mouri                     | Núria Trifol      | Wakana Yamazaki    |
| Kogoro Mouri                  | Jordi Royo        | Akira Kamiya       |
| Dr. Hiroshi Agasa             | Fèlix Benito      | Kenichi Ogata      |
| Genta Kojima                  | Miquel Bonet      | Wataru Takagi      |
| Mitsuhiko Tsuburaya           | Elisabet Bargalló | Ikue Ootani        |
| Ayumi Yoshida                 | Berta Cortés      | Yukiko Iwai        |
| Ai Haibara                    | Roser Aldabó      | Megumi Hayashibara |
| Sonoko Suzuki                 | Eva Lluch         | Naoko Matsui       |
| Inspector Juzo Megure         | Ramon Canals      | Fûrin Cha          |
| Inspector Wataru Takagi       | Marc Gómez        | Wataru Takagi      |
| Inspectora Miwako Sato        | Meritxell Sota    | Atsuko Yuya        |
| Inspector Ninzaburo Shiratori | Josep Maria Mas   | Kaneto Shiozawa    |
| Inspector Kazunobu Chiba      | Aleix Estadella   | Isshin Chiba       |
| Kazuki Domoto                 | Santi Lorenz      | Nobuo Tanaka       |
| Takumi Fuwa                   | Iván Cànovas      | Eisuke Yoda        |
| Reiko Akiba                   | Carmen Ambrós     | Houko Kuwashima    |
| Genya Domoto                  | Àlex Messeguer    | Kōsuke Meguro      |
| Lala Chigusa                  | Elisabet Bargalló | Yūko Mizutani      |
| Shion Yamane                  | Elisabet Bargalló | Mami Kingetsu      |
| Hans Müller                   | Josep Maria Mas   | Francis Pol        |